# Walka Młodych
Walka Młodych – tygodnik społeczno-polityczny dla młodzieży, wydawany w latach 1943–1944 w Warszawie jako konspiracyjny organ Związku Walki Młodych pod redakcją Hanny Szapiro i Jana Krasickiego. Pismo publikowało dokumenty Związku, prozę, poezję, relacje z walk przeciw okupantowi niemieckiemu.
Tygodnik pod tym samym tytułem został wznowiony przez Zarząd Główny Związku Walki Młodych w 1944 roku w Lublinie, następnie wydawany w Łodzi (redakcja mieściła się przy ul. F.D. Roosevelta 17) i Warszawie do 22 lipca 1948 roku, kiedy nastąpiło zjednoczenie 4 organizacji młodzieżowych w Polsce (ZWM, OMTUR, ZMW „Wici” i ZMD) w jeden Związek Młodzieży Polskiej. Później był wydawany jako dwutygodnik Zarządu Głównego Związku Młodzieży Polskiej, od roku 1957 organ Związku Młodzieży Socjalistycznej, od 1976 organ Związku Socjalistycznej Młodzieży Polskiej jako tygodnik społeczno-polityczny. Pismo zlikwidowane zostało w 1990 roku.